# Xã Mayville, Quận Houston, Minnesota
Xã Mayville (tiếng Anh: Mayville Township) là một xã thuộc quận Houston, tiểu bang Minnesota, Hoa Kỳ. Năm 2010, dân số của xã này là 409 người.